# Aílton (football, 1980)
Pour les articles homonymes, voir Aílton.
Aílton de Oliveira Modesto est un footballeur brésilien né le 27 février 1980.